# Giuseppe Lauricella
Giuseppe Lauricella (Agrigento, 15 de dezembro de 1867 — Catânia, 9 de janeiro de 1913) foi um matemático italiano.
Estudou na Universidade de Pisa, onde foi aluno de Luigi Bianchi, Ulisse Dini e Vito Volterra.
Foi eleito membro da Academia Nacional dos Linces em 1907. Foi palestrante convidado do Congresso Internacional de Matemáticos em Roma (1908).